# Ленінградський військовий округ
Ленінгра́дський військо́вий о́круг — один з 5 військових округів в Росії. Був заново створений, виокремленням з Західного військового округу у лютому 2024. Штаб округу розташовується у місті Санкт-Петербург.
Округ існував до 2010 року, коли був розформований, це був один з тогочасних 6 військових округів російських Сухопутних військ.
З 15 травня 2024 року командувачем Ленінградським військовим округом став  Олександр Лапін.

## Історія
Війська округу брали активну участь у радянсько-фінській та німецько-радянській війнах.

## Склад округу до розформування у 2010

### Наземні війська
До складу військового округу входили:
- 138-ма гвардійська мотострілецька бригада, Каменка
- 200-та мотострілецька бригада, Печенга
- 56-й Окружний навчальний центр, Сертолове
- 23-тя база зберігання зброї і техніки (Ланденпохя-Сортавала) (колишня 111 мотострілецька дивізія)
- 25-та база зберігання зброї і техніки (колишня мотострілецька бригада і полк 3 гвардійської мотострілецької дивізії колишнього радянського Балтійського військового округу)
- 30-та база зберігання зброї і техніки (Петрозаводськ) (колишня мотострілецька бригада)
- 36-та база зберігання зброї і техніки (колишня мотострілецька дивізія)

### Війська спеціального призначення
На території округа розмішені війська спеціального призначення, що не підпорядковуються командуванню округа:
- 76-та повітряно-десантна дивізія (Псков)
- 2-га бригада спеціального призначення, Промежиць (Псков)

### Військово-повітряні війська
- 6-та авіаційна армія (Санкт-Петербург)

### Військово-повітряні бази[3]
- Африканда
- Алакуртті
- Апатити
- Архангельськ-Талагі
- Бєзовець-Петрозаводськ-15
- Вологда
- Гатчина
- Гдов-Смуравево
- Громово
- Качаловка
- Казимове-Агалатове
- Кілп-Явр
- Кипєлове-Фєдотове
- Ключеве-Прібилово
- Котлас-Саватія
- Лахта-Катуніне
- Левашово
- Лодєйне Поле
- Мончегірськ
- Новгород-Крєчевіци
- Оленогірськ-Високий
- Острів
- Печора-Каменка
- Плесецьк
- Псков
- Псков-Полкова
- Пушкін
- Сєвєроморськ-1
- Сєвєроморськ-2-Сафонове
- Сєвєроморськ-3-Малявр
- Сіверське
- Сольці
- Санкт-Петербург-Горелове 2
- Стара Русса-1

## Склад округу 2-го формування
- 6-та загальновійськова армія (6ЗВА):
  - 68-ма мотострілецька дивізія;
  - 69-та мотострілецька дивізія;
  - 9-та артилерійська бригада;
  - 26-та ракетна бригада;
  - 5-та зенітно-ракетна бригада;
  - 95-та бригада управління;
  - інженерний полк;
  - полк РХБЗ;
  - батальйон РЕБ.

- 11-й армійський корпус (11АК):
  - 18-та мотострілецька дивізія;
  - 244-та артилерійська бригада;
  - 152-га ракетна бригада;
  - 7-й окремий мотострілецький полк;
  - 22-й зенітно-ракетний полк.

- 14-й армійський корпус (14АК):
  - 71-ша мотострілецька дивізія;
  - 80-та окрема мотострілецька бригада;
  - 104-та артилерійська бригада;
  - 71-ша тактична група;
  - 99-та тактична група.

- 44-й армійський корпус (44АК):
  - 72-га мотострілецька дивізія;
  - 128-ма окрема мотострілецька бригада(можливо розвідувально-штурмова бригада);
  - 70-та ракетна бригада

Також округу оперативно підпорядковані 76-та десантно-штурмова дивізія ВДВ та дві 336-та окрема бригада морської піхоти балтійського флоту і 61-ша окрема бригада морської піхоти північного флоту.